# Protesilaus macrosilaus
Protesilaus macrosilaus is een vlinder uit de familie van de pages (Papilionidae). De wetenschappelijke naam van de soort is, als Papilio protesilaus var. macrosilaus, voor het eerst geldig gepubliceerd in 1853 door John Edward Gray.

## Ondersoorten
- Protesilaus macrosilaus macrosilaus
  - = Papilio duodecimus Röber, 1927
- Protesilaus macrosilaus leucones (Rothschild & Jordan, 1906)
- Protesilaus macrosilaus penthesilaus (C. & R. Felder, 1865)